# Aleksej Arbuzov
Aleksej Nikolajevitj Arbuzov (ryska: Алексей Николаевич Арбузов), född 26 maj 1908 (13 maj g.s.) i Moskva, död 20 april 1986, var en rysk dramatiker, skådespelare och regissör.

## Skådespel (i urval)
- Tanja 1939
- Irkutskaja istorija 1959
- Skazki starogo Arbata 1970
- Staromodnaja komedija 1975